# Mavroneri (Makedonien)
Der Mavroneri (griechisch Μαυρονέρι, auch Esonas Αίσωνας, altgriechisch Αἴσων Aisōn) ist der Hauptfluss im Regionalbezirk Pieria der griechischen Region Zentralmakedonien. Er durchfließt die Ebene von Katerini und mündet in den Thermaischen Golf der Ägäis. 
Der Marvroneri nimmt die Wasser des nördlichen Olymp-Gebirges, der westlich angrenzenden Berge Voulgara und Titaros sowie des im Westen der Ebene aufsteigenden Pieria-Gebirges auf und trägt seinen Namen ab dem Zusammenfluss von Itamos (Ίταμος), der aus der Schlucht von Petra in die Ebene tritt, und dem Morniotikos (Μορνώτικος), der westlich am Dorf Morna vorbei aus dem Pieria-Massiv zufließt. Weitere Zuflüsse sind im Oberlauf der links einmündende Briaziotikos (Μπριαζιώτικος, nach dem Dorf Vrya) und, südlich von Katerini der bei Nea Efesos ebenfalls links zufließende Pelekas, der den Norden der Ebene von Katerini entwässert. Die Mündung befindet sich etwa acht Kilometer östlich von Nea Efesos an der Grenze der Gemeinden Katerini und Dion-Olymbos.
Am Mavroneri fand am 22. Juni 168 v. Chr. die Schlacht von Pydna zwischen den Römern unter der Führung Lucius Aemilius Paullus Macedonicus und den Makedonen unter ihrem letzten König Perseus statt.